# Ewa Maria Siedlecka
Ewa Maria Siedlecka - profesor nauk chemicznych, pracownik naukowy Uniwersytetu Gdańskiego.

## Życiorys
W 1990 roku ukończyła studia z chemii na Uniwersytecie Gdańskim. 21 grudnia 1994 roku uzyskała stopień naukowy doktora nauk chemicznych. W latach 1994–1995 zatrudniona była jako pracownik naukowy UG na stanowisku asystenta. Rok później awansowała na adiunkta. 14 grudnia 2011 otrzymała stopień naukowy doktora habilitowanego nauk chemicznych na podstawie dysertacji pt. "Zastosowanie metod pogłębionego utleniania do usuwania wybranych zanieczyszczeń organicznych". W tym samym roku rozpoczęła pracę na etacie profesora nadzwyczajnego. 30 lipca 2018 roku uzyskała tytuł naukowy profesora nauk chemicznych. Miejscem pracy prof. E. M. Siedleckiej jest Pracownia Procesów Zaawansowanego Utleniania przy Katedrze Chemii Ogólnej i Nieorganicznej. W swojej karierze naukowej odbyła także staż naukowy: w Centrum Badań i Technologii Środowiska (UFT) Uniwersytetu w Bremie.  
Zakres badań Siedleckiej obejmuje szeroko rozumiane metody zwalczania trudno biodegradowalnych zanieczyszczeń z wód i powietrza. Jej prace naukowe związane są z rozwijaniem i opracowywaniem zaawansowanych metod usuwania cieczy jonowych, dodatków do paliw, leków w tym leków cytostatycznych z fazy wodnej. Badania prowadzi według metod opartych na generowaniu wysoko reaktywnych rodników.  
5 września 2018 roku została zaproszona jako ekspert do Parlamentu Europejskiego w Brukseli na konferencję "Save the Baltic Sea", podczas której podzieliła się z uczestnikami spotkania wynikami swoich badań. Brała udział również w "10th Annual Forum of the EU Strategy for the Baltic Sea Region 2019" w Gdańsku.  